# Gloxiniopsis
Gloxiniopsis é um género botânico pertencente à família Gesneriaceae.